# Liocarcinus corrugatus
Liocarcinus corrugatus är en kräftdjursart som först beskrevs av Thomas Pennant 1777.  Liocarcinus corrugatus ingår i släktet Liocarcinus och familjen simkrabbor. Inga underarter finns listade i Catalogue of Life.

## Bildgalleri

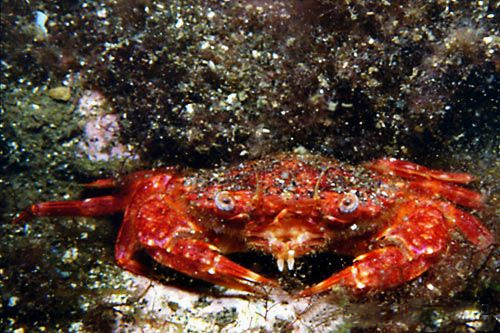